# Markuzy
Markuzy (niem. Markhausen) – osada w Polsce położona w województwie warmińsko-mazurskim, w powiecie kętrzyńskim, w gminie Barciany.
W latach 1975–1998 miejscowość administracyjnie należała do województwa olsztyńskiego.
Wieś znajduje się przy drodze z Barcian do Mołtajn, obok jeziora Arklickiego.